# Liste des évêques de Casale
Le diocèse de  Casale Monferrato (latin: Dioecesis Casalensis) est un diocèse catholique en Italie. Le diocèse est un suffragant de l'archidiocèse de Verceil et est fondé en 1474.

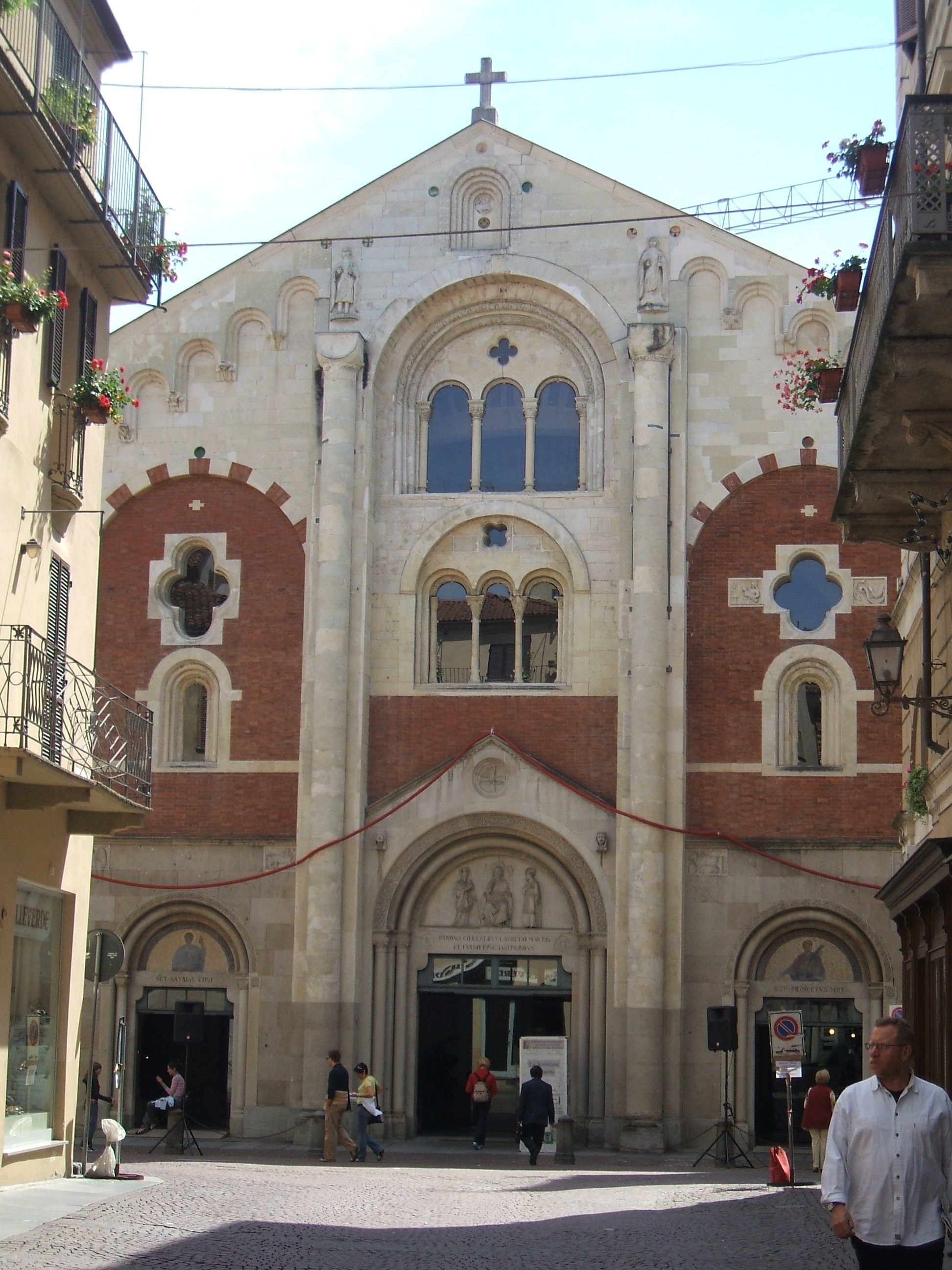
Cathédrale de Casale Monferrato au Via Liutprando

## Évêques
- Bernardino de Tebaldeschi (1474 – ?)
- Teodoro Paleologo di Montferrato (1475-1481)
- Gian Giorgio Paleologo (1517-1525)
- Bernardino Castellari (1525-1529)
- Ippolito de' Medici   (1529-1531)
- Bernardino Castellari (1531-1546) (2e fois)
- Bernardino della Croce (1546 - 1548)
- Franzino Micheli  (1548 - 1555)
- Scipione d'Este (1556-1567)
- Ambrogio Aldegati, O.P. (1565-1570)
- Benedetto Erb (1570 -1576)
- Alessandro Andreasi (1577-1585)
- Aurelio Zibramonti (1585-1589)
- Marcantonio Gonzaga (1589 - 1592)
- Settimio Borsari  (1592-1594)
- Tullio del Carretto (1594-1614)
- Giulio Careta  (1614 – ?)
- Scipione Pasquali (1615 –1624)
- Scipione Agnelli (1624-1653)
- Gerolamo Miroglio (1655-1679)
- Lelio Ardizzone (1680-1699)
- Pier Secondo Radicati (1701-1728)
- Pier Gerolamo Caravadossi, O.P. (1728-1746)
- Ignazio Della Chiesa (1746-1758)
- Giuseppe Luigi Avogadro, C.R.L. (1758-1792)
- Teresio Maria Carlo Vittorio Ferrero della Marmora (1796-1803)
- Jean-Chrysostôme de Villaret (1805-1814)
- Francesco Alciati (1817-1828)
- Francesco Icheri di Malabaila (1830-1845)
- Luigi Nazari di Calabiana (1847-1867)
- Pietro Maria Ferrè (1867-1886)
- Edoardo Pulciano (1887-1892)
- Paolo Maria Barone  (1892-1903)
- Ludovico Gavotti (1903-1915)
- Albino Pella (1915-1940)
- Giuseppe Angrisani (1940-1971)
- Carlo Cavalla (1971-1995)
- Germano Zaccheo (1995-2007)
- Alceste Catella (2008-2017)
- Gianni Sacchi (it) (2017-